# Agence nationale de la recherche
Die Agence nationale de la recherche (ANR) ist eine staatliche Einrichtung zur Förderung der Wissenschaft und Forschung in Frankreich.
Die Forschungsorganisation mit Sitz in Paris wurde am 7. Februar 2005 als öffentliche Interessenvereinigung (groupement d'intérêt public) gegründet und am 1. August 2006 in eine Anstalt öffentlichen Rechts (établissement public à caractère administratif) überführt. Sie finanziert Forschungsprojekte öffentlicher Forschungseinrichtungen und privater Unternehmen. Im Jahr 2009 führte das ANR einen Ethik-Kodex ein. Die Einrichtung hat ein Budget von 955 Millionen Euro (Stand 2009) zur Verfügung. 
Von 2007 bis 2010 war Jacques Stern Vorsitzender des Verwaltungsrates der ANR, ihm folgte Eva Pebay-Peyroula. 
Im Jahr 2014 wurde die bislang zweiteilige Führung aus Direktor des Verwaltungsrats und eines Generaldirektor in ein gemeinsames Präsidentenamt überführt. Erster Präsident wurde Michael Matlosz. 
Nachdem Arnaud Torres im Juli 2017 zum Interimspräsident ernannt worden war, übernahm Thierry Damerval das Amt des Präsidenten der ANR noch im Dezember des Jahres. 